# Thialfi und Röskwa
Thialfi und Röskwa (altnordisch Þjálfi e Röskva) sind in der nordischen Mythologie die ständigen Begleiter des Gottes Thor. Sie sind die Kinder eines Bauern, die von ihrem Vater als Sühne an Thor gegeben wurden. Der Vater ist möglicherweise identisch mit dem Riesen Egill.
Thor war gemeinsam mit dem Gott Loki auf Reisen, der danach strebte, Thor einen Streich zu spielen. Zur Nacht kamen sie an ein Gehöft, wo sie Unterschlupf begehrten. Der Bauer hatte nichts Rechtes im Haus, was er seinen Gästen vorsetzen könnte. Also schlachtete Thor kurzerhand seine beiden Böcke Tanngnjostr und Tanngrisnir und ließ die Wildziegen braten. Bedingung dabei war, dass sowohl das Fell als auch die Knochen der Tiere unversehrt bleiben mussten. Loki überredete den Knaben Thialfi, das Mark aus einem Schenkelknochen zu probieren. Der Junge folgte dem Rat, zerbrach den Knochen und sog das Mark aus.
Am nächsten Morgen setzte Thor seine beiden Böcke, die seinen Wagen Oekuthor ziehen sollten, wieder zusammen und wollte sie einspannen. Dabei bemerkte er, dass einer der beiden stark hinkte. Er wurde wütend und verlangte, nachdem er den Grund für das Hinken herausgefunden hatte, von dem Bauern, ihm zwei seiner Kinder, Thialfi und dessen Schwester Röskwa, als Diener und Begleiter zu übergeben. So geschah es und seitdem sind die Kinder Thors ständige Begleiter.
Nach diesen Begebenheiten gelangten Thor und seine Begleiter zum Riesen Utgardloki, wo Thialfi mit Hugi (ein Gedanke Utgardlokis) um die Wette lief und verlor. In Thors Zweikampf mit dem Riesen Hrungnir half der Junge dem Asen, indem er dem Riesen einen heimtückischen Rat gab. Außerdem erschlug er bei dieser Gelegenheit den künstlichen Lehmriesen Mökkurkalfi.